# James Grierson

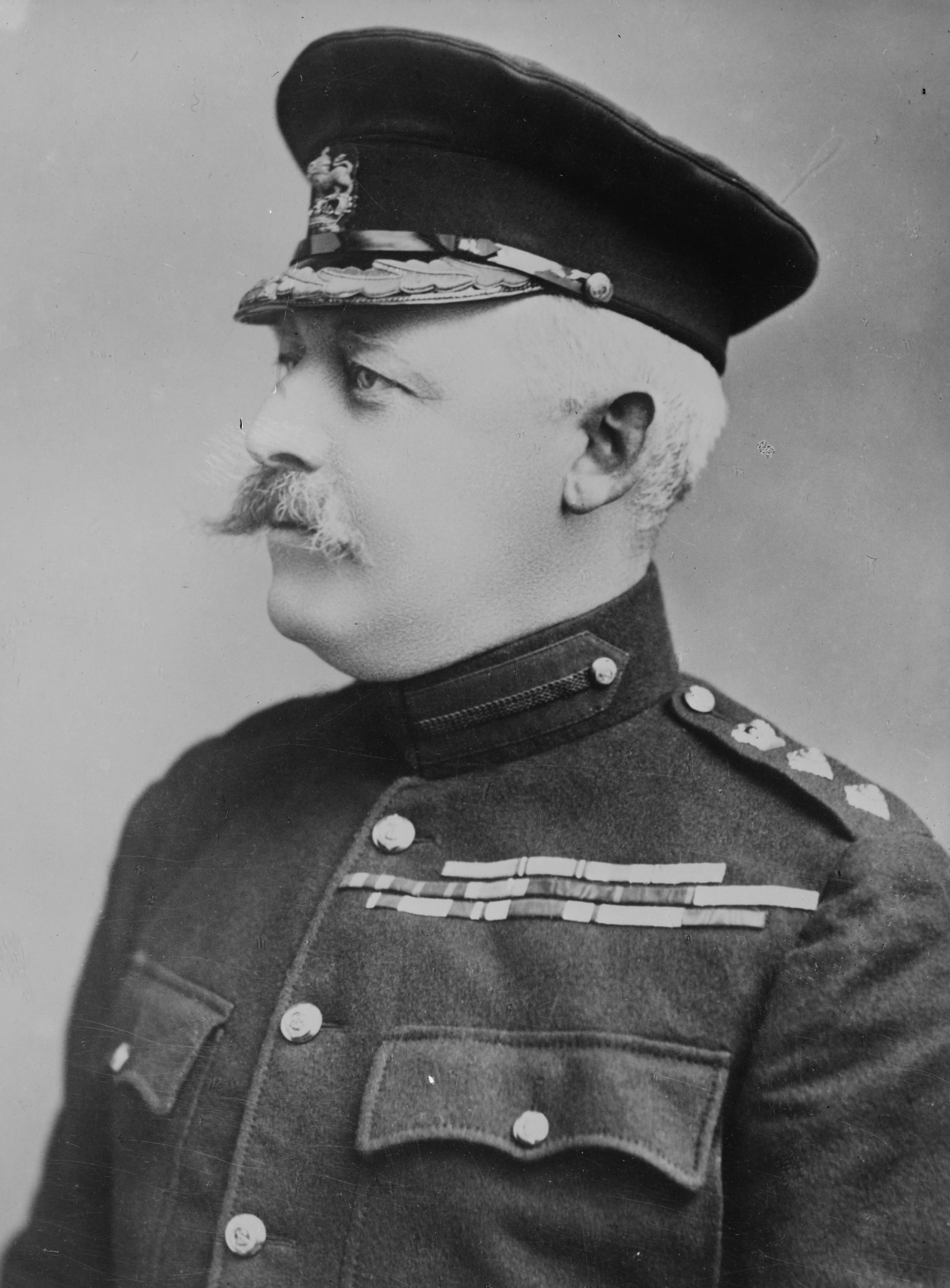
Generalleutnant Sir James Grierson

Sir James Moncrieff Grierson, KCB, CMG, CVO (* 27. Januar 1859 in Glasgow; † 17. August 1914) war ein britischer Offizier der British Army und zuletzt Generalleutnant, der unter anderem von 1906 bis 1910 Kommandeur der zur Garnison Aldershot gehörenden 1. Division (1st Division) sowie zwischen 1912 und 1914 Oberkommandierender des Heereskommandos Ost (Eastern Command) war. Bei Ausbruch des Ersten Weltkrieges und der damit verbundenen Aufstellung der britischen Expeditionsstreitkräfte im August 1914 wurde er Kommandierender General des II. Korps (II Corps) dieser British Expeditionary Force (BEF). Er verstarb wenige Tage nach Kriegsbeginn an den Folgen eines Aortenaneurysmas auf der Bahnfahrt zwischen Rouen und Amiens. Er war darüber hinaus auch als Schriftsteller tätig und verfasste zahlreiche Bücher zur Militärgeschichte und Kriegsgeschichte.

## Leben

### Ausbildung und Verwendungen als Offizier
James Moncrieff Grierson, Sohn von George Moncrieff Grierson und dessen Ehefrau Allison Lyon Walker, absolvierte eine Offiziersausbildung an der Royal Military Academy Woolwich und wurde am 9. Oktober 1877 als Leutnant (Second Lieutenant) in die Royal Artillery übernommen. Für seinen Einsatz im Anglo-Ägyptischen Krieg wurde ihm der Mecidiye-Orden Fünfter Klasse verliehen. Als Oberleutnant (Lieutenant) wurde er am 1. Februar 1884 auf der Abordnungsliste (Seconded List) zum Besuch des Lehrgangs am Staff College Camberley abgeordnet und erhielt dort am 20. Januar 1886 seine Beförderung zum Hauptmann (Captain), woraufhin er am 12. Oktober 1886 wieder auf die Seconded List versetzt wurde.
Am 1. Mai 1889 wurde Grierson zum Major befördert und daraufhin am 1. Juli 1890 zum Stabsdienst im Hauptquartier abgeordnet, in dem er den Posten eines stellvertretenden Assistierenden Generaladjutanten übernahm. Den Posten eines stellvertretenden Assistierenden Generaladjutanten bekleidete er bis zum 15. Juli 1894 und wurde am 1. Januar 1895 zum Stabsdienst abgeordnet und zum Brigade-Major innerhalb der Royal Artillery ernannt. Den Posten als Brigade-Major bekleidete er bis zum 27. Februar 1896 und erhielt als solcher zuletzt auch den Brevet-Rang eines Oberstleutnants (Brevet Lieutenant-Colonel). Daraufhin wurde er am 1. März 1896 zum Militärattaché an der Botschaft im Deutschen Kaiserreich ernannt. In dieser Funktion erhielt er mehrere Ehrungen und wurde am 17. August 1896 Knight of Justice des Order of Saint John (KStJ) sowie am 23. November 1899 auch Mitglied des Royal Victorian Order (MVO).

### Zweiter Burenkrieg, Boxeraufstand, Erster Weltkrieg und Aufstieg zum Generalleutnant

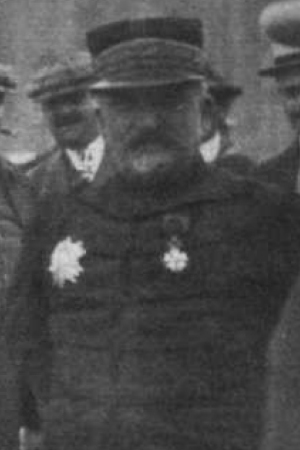
Generalmajor James Grierson (1909)

Am 1. März 1900 wurde James Grierson der Brevet-Rang eines Oberst (Brevet Colonel) verliehen, woraufhin er am 28. Februar 1900 Assistierender Generaladjutant des Heeres wurde. Aufgrund seiner militärischen Verdienste im Zweiten Burenkrieg (1899 bis 1902) wurde er am 2. April 1901 im Kriegsbericht erwähnt (Mentioned in dispatches). Darüber hinaus wurde er wegen seines Einsatzes zur Niederschlagung des Boxeraufstandes (18. Oktober 1899 bis 7. September 1901) im Kaiserreich China am 10. Dezember 1901 mit Wirkung zum 29. November 1900 zum Companion des Order of the Bath (CB) ernannt. Darüber hinaus wurde ihm für seine dortigen Verdienste mit Wirkung zum 2. Januar 1902 der Königliche Kronen-Orden von Preußen verliehen und er am 26. Juni 1902 auch zum Companion des Order of St Michael and St George (CMG) ernannt.
Am 4. September 1902 wurde Grierson bei gleichzeitiger Verleihung des befristeten Dienstgrades eines Brigadegenerals (Temporary Brigadier-General) Chefstabsoffizier des II. Korps (2nd Army Corps) und verblieb in dieser Verwendung bis zum 2. März 1904. Er selbst übernahm nach seiner gleichzeitigen Beförderung zum Generalmajor (Major-General) zuvor am 12. Februar 1904 den neu geschaffenen Posten als Direktor für Operationen (Director of Operations) im Hauptquartier des Heeres und verblieb in dieser Verwendung bis Oktober 1906, woraufhin Generalmajor Spencer Ewart ihn ablöste. Für seine Verdienste in dieser Verwendung wurde er am 1. Juli 1904 auch zum Commander des Royal Victorian Order (CVO) ernannt.

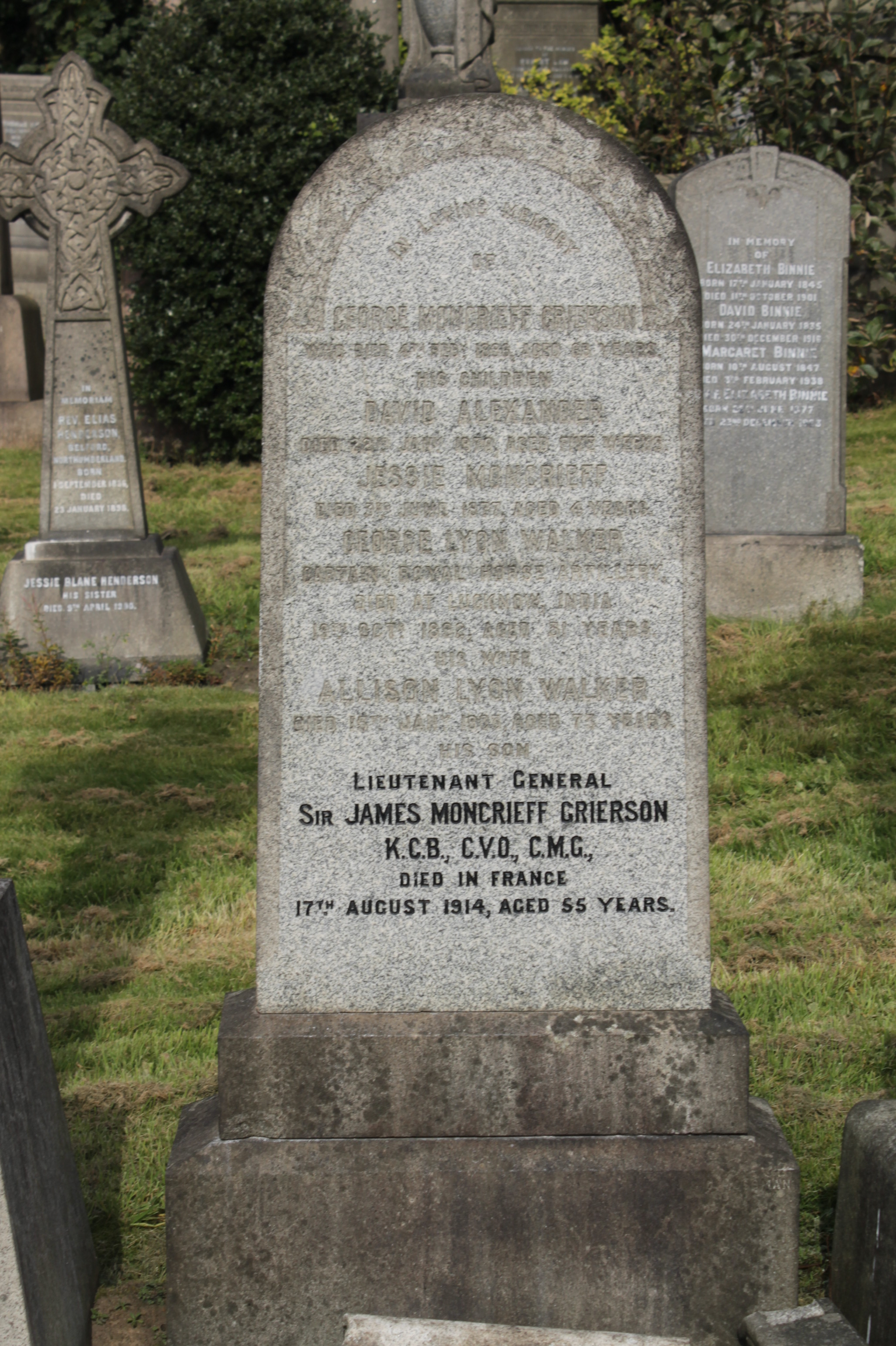
Grabstätte von Generalleutnant Sir James Grierson auf dem Glasgow Necropolis.

Als Nachfolger von Generalleutnant Arthur Paget übernahm Generalmajor James Grierson am 6. Oktober 1906 den Posten als Kommandeur der zur Garnison Aldershot gehörenden 1. Division (1st Division) und behielt dieses Kommando bis zu seiner Ablösung durch Generalmajor Samuel Lomax am 7. August 1910. Er wurde in dieser Verwendung am 7. Mai 1910 auch zum Generalleutnant (Lieutenant-General) befördert, nachdem durch die Verabschiedung von Generalleutnant Sir Robert Baden-Powell in den Ruhestand ein entsprechender Dienstgrad frei wurde. Er wurde zudem 1911 als Knight Commander des Order of the Bath (KCB) nobilitiert, wodurch er fortan den Namenszusatz „Sir“ führte. 
Am 4. April 1912 übernahm Grierson wiederum als Nachfolger von Generalleutnant Sir Arthur Paget den Posten als Oberkommandierender des Heereskommandos Ost (General Officer Commanding-in-Chief, Eastern Command) und verblieb auf diesem Posten bis August 1914, woraufhin Generalleutnant Sir Charles Woollcombe ihn ablöste. Bei Ausbruch des Ersten Weltkrieges und der damit verbundenen Aufstellung der britischen Expeditionsstreitkräfte im August 1914 wurde er Kommandierender General des II. Korps (II Corps) dieser British Expeditionary Force (BEF). Er verstarb jedoch wenige Tage nach Kriegsbeginn am 17. August 1914 an den Folgen eines Aortenaneurysmas auf der Bahnfahrt zwischen Rouen und Amiens. Seinen freigewordenen Dienstgrad eines Generalleutnants übernahm daraufhin Generalmajor Sir Charles Fergusson, 7. Baronet, während Generalleutnant Sir Horace Smith-Dorrien neuer Kommandierender General des II. Korps wurde. Nach seinem Tode wurde er auf dem Glasgow Necropolis beigesetzt.

## Veröffentlichungen
- Notes on the Turkish Army Simla, 1882
- A Vocabulary of the Arabic Language, Roorkee 1882
- The War in Turkomania. Skobeleff’s Campaign of 1880–81. Translated from the Russian of Major-General N. I. Grodekov, Simla 1884/1885
- The Armed Strength of Russia, 2 Auflagen, London 1886, 1892
- The Armed Strength of Japan, London 1886
- The Armed Strength of the German Empire, 2 Auflagen, London 1888, 1892
- Staff Duties in the Field. With Notes by Lieut.-General H. Brackenbury, London 1891
- Handbook of the Military Forces of Russia, London 1894
- Umpiring at Field Manoeuvres as practised by various foreign armies, Aldershot 1894
- Die Heere und Flotten der Gegenwart: II: Grossbritannien und Irland. The British Army, Berlin 1897
- Records of the Scottish Volunteer Force, 1859–1908, Edinburgh/London 1909

## Hintergrundliteratur
- Duncan Stewart Macdiarmid: The life of Lieut.-General Sir James Moncrieff Grierson, Constable & Company Ltd., London 1923
- John Terraine: Mons, The Retreat to Victory, Wordsworth Military Library, London 1960, ISBN 1-84022-240-9.
- Tim Travers: The Killing Ground Allen & Unwin, 1987, ISBN 0-85052-964-6.
- Barbara Tuchman: August 1914, Constable & Co., 1962, ISBN 978-0-333-30516-4.